# Jubea okazała
Jubea okazała (Jubaea chilensis) – gatunek rośliny z rodziny arekowatych z monotypowego rodzaju zwanego jubea Jubaea, zwyczajowo zwany palmą chilijską i palmą miodową. Pochodzi z południowo-zachodniego obszaru Ameryki Południowej i jest endemicznym gatunkiem obszaru chilijsko-patagońskiego. Nazwa rodzaju upamiętnia króla numidyjskiego Jubę II.

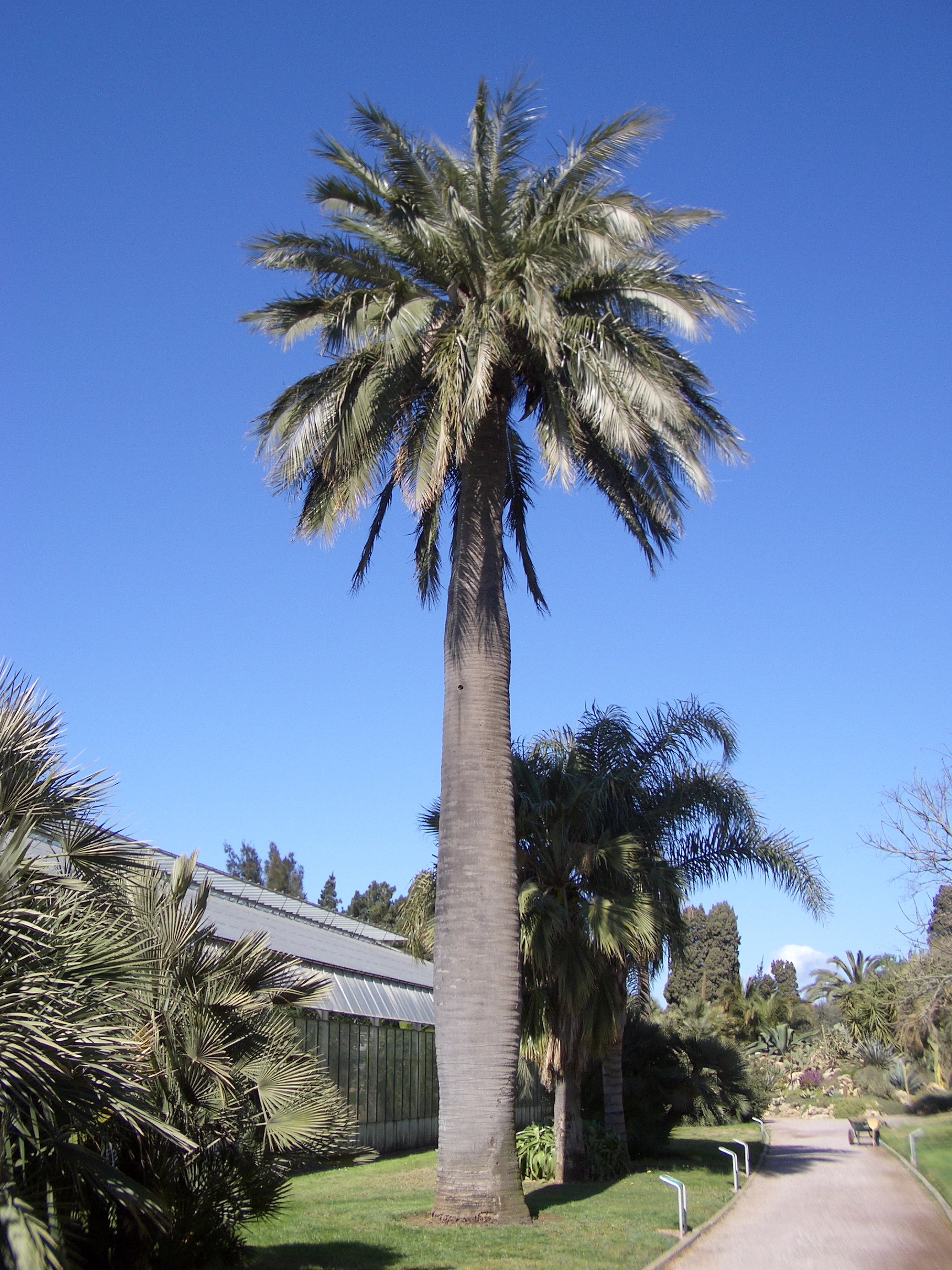
Pokrój

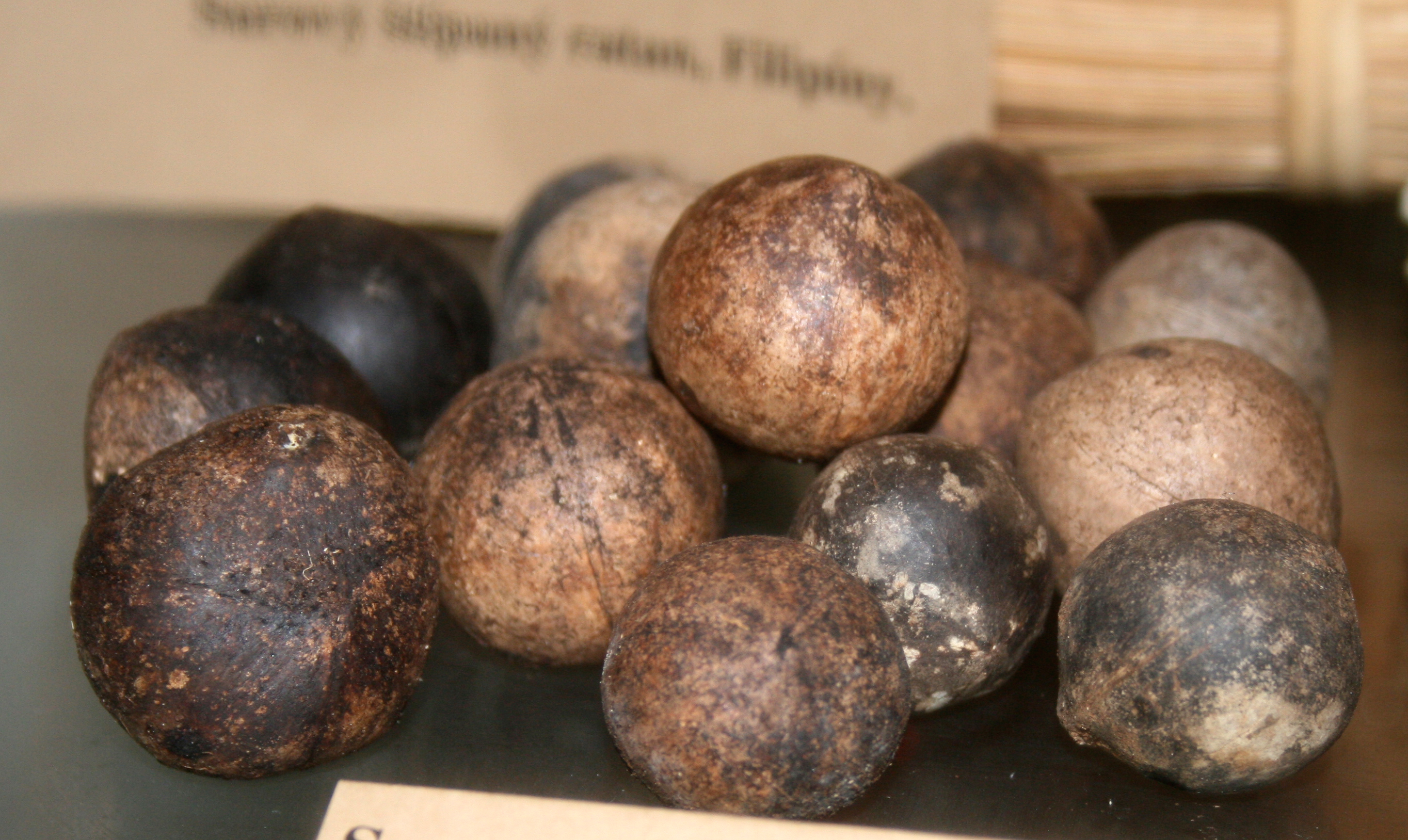
Nasiona

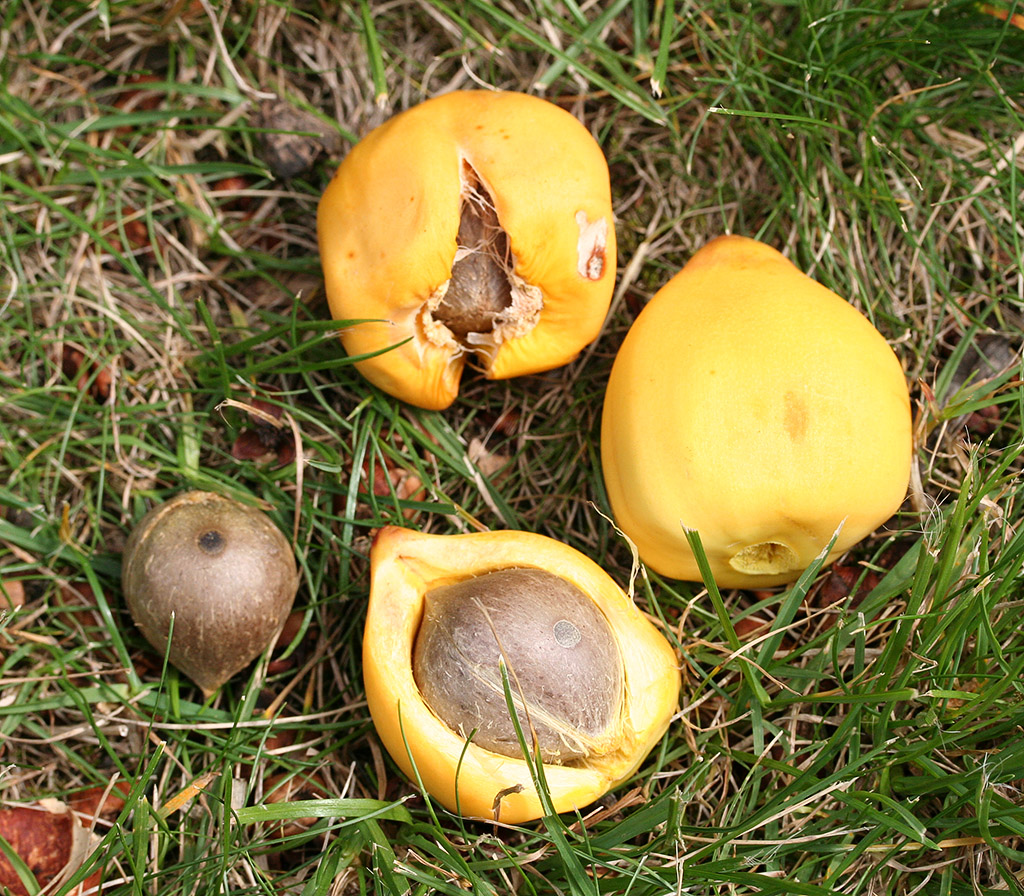
Owoce

## Morfologia
PokrójOkazała palma osiągająca ponad 30 metrów wysokości, z kłodziną u podstawy osiągającą do 1,5 m średnicy. Kłodzina jest krępa, szara i gładka. Średnica korony osiąga do dziewięciu metrów.
LiściePierzaste, o długości od dwóch do czterech metrów.
OwoceMałe, okrągłe, o średnicy około 2–3 cm średnicy. Owoce te zwane są również „miniaturowym kokosem”, z uwagi na podobieństwo w budowie do owoców palmy kokosowej.

## Biologia i ekologia
Palma ta rośnie bardzo wolno – jest jedną z najwolniej rosnących palm na świecie. Zakwita i owocuje dopiero po 60 latach. Dorosła palma w odpowiednim klimacie przyrasta do 20 cm rocznie. W klimacie umiarkowanym uprawa jubei jest możliwa, roślina przyrasta jednak znacznie wolniej (ok. 10 cm rocznie). Jest tolerancyjna do około -15 °C, co czyni ją jedną z najbardziej odpornych na zimno palm z pierzastymi liśćmi. Ponieważ w swoim środowisku rośnie aż do wysokości 1400 metrów nad poziomem morza, nie wymaga gorących okresów letnich. W stanie naturalnym palma występuje prawie wyłącznie na stromych stokach wąwozów.

## Zastosowanie
Zwana jest również palmą miodową z uwagi na pozyskiwanie soku („miodu palmowego”) służącego do produkcji cukru oraz tzw. wina palmowego. Ponieważ sok zbiera się poprzez ścięcie pnia, to masowa eksploatacja doprowadziła do znacznego zmniejszenia liczebności gatunku. Obecnie palma ta znajduje się pod ścisłą ochroną, a produkcja wina palmowego z jubei jest ściśle kontrolowana. Wielkość światowej populacji szacuje się na około 100 tysięcy egzemplarzy. Poza Chile uprawiana jest w Kalifornii, w nielicznych ogrodach Anglii, Szwajcarii, Chorwacji i w północnej części Włoch.